# 程駿
程骏（414年—485年），字驎驹，广平郡曲安县（今河北省邱县古城营）人，十六国北凉至南北朝北魏学者、官员。

## 生平
程骏的六世祖程良曾任西晋的都水使者，因受事件牵连而被流放到凉州。他的祖父程肇，在后凉吕光时担任民部尚书。程骏幼年丧父，服丧期间以孝顺闻名。他拜刘昞为师，喜好学问，日夜读书从不疲倦。当时的儒生否定老庄思想，程骏对此进行了反驳。刘昞称赞他说：“你年纪尚轻，言谈却如同老成之人，真是太好了。” 程骏的名声逐渐传开，被北凉的沮渠牧犍提拔为东宫侍讲。太延五年（439年），魏太武帝兼并北凉，程骏被迁到平城。魏文成帝即位后，他被任命为著作佐郎，不久转任著作郎。后来在任城王拓跋云手下担任郎中令，他向任城王进献劝诫之言，得到了采纳。皇兴年间，程骏被任命为高密郡太守。尚书李敷高度评价程骏的学识与才能，并向魏献文帝上奏。献文帝多次召见程骏，询问《易经》和《道德经》的文意。献文帝把自己比作周文王，把程骏比作太公望，对他加以称赞。延兴末年，文明太后命令高句丽的长寿王将其女儿送入已经成为太上皇帝的献文帝的后宫。长寿王以女儿已许配他人为由，请求改送弟弟的女儿，得到了允许。程骏担任散骑常侍，获封安丰男，加授伏波将军，持节前往高句丽迎接。长寿王援引北燕的旧例，听信身边反对婚事的人的话，谎称女儿已死并举办丧事。程骏连年往返于北魏与高句丽之间，查明了事情的真相，逼迫长寿王重新挑选宗族中的女子送入后宫。长寿王十分愤怒，断绝了对程骏随从的酒食供应，想要羞辱程骏。恰逢献文帝去世，送女入宫之事就此搁置，程骏回国后被任命为秘书令。按旧例，在将神主迁移到太庙时，要给予庙中执事官员爵位。群臣都赞同遵循旧例，唯有程骏提出反对意见，他的意见最终被采纳。此外，他还上表请求停止南征，但未被采纳。太和五年（481年），僧人法秀发动叛乱被处死，程骏创作了《庆国颂》十六章并上奏。太和九年（485年）正月，程骏留下遗嘱要求薄葬后病逝，享年七十二岁。他被追赠冠军将军、兖州刺史，追封曲安侯，谥号为宪。他生前将自己撰写的文章汇编成了文集。

## 子女
- 程元继
- 程公達
- 程公亮
- 程公礼
- 程公義，官至侍御史、謁者僕射、都水使者、武昌王司馬、沛郡太守
- 程公称，官至主文中散、給事中、尚書郎，早逝